# Edmund Sode

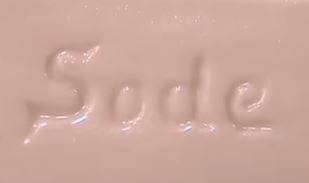
Eine Signatur von Edmund Sode

Edmund Sode (* 1856 in Thüringen; † 1922 ebenda) war ein deutscher Bildhauer und Keramikdesigner. Er entwarf eine große Zahl von Modellen für die Schwarzburger Werkstätten, die Kunstabteilung der Unterweißbacher Werkstätten für Porzellankunst, die nach seinen Entwürfen vor allem heimische Vogelmotive, aber auch eine Reihe von Leuchtern und Dosen handwerklich umsetzten.

## Werke (Auswahl)
- Eisvogel
- Grünspecht, ausgestellt 2018 im Internationalen Keramik-Museum Weiden[1]
- Flügelschlagender Kakadu, 1917
- Balzender Birkhahn, um 1917
- Fasan, 1917
- Pfau, 1918
- Gerfalke, 1918